# Pippi Langkous (film uit 1984)
Pippi Langkous (Russisch: Пеппи Длинныйчулок, Peppi Dlinnyjtsjoelok) is een  Sovjet-Russische televisiefilm uit 1984. De film is gebaseerd op de Pippi Langkous-boeken. En op de gelijknamige Sovjet-Russische musical 

## Verhaal
Een meisje genaamd Pippi Langkous komt te wonen in een klein dorpje., in Villa Kakelbont. Alleen met slechts een paard en een koffer waarin ze een aquarium met een vis heeft verstopt. Pippi’s moeder stierf toen Pippi nog een baby was, en haar vader, kapitein Efraim Langkous, verdween (zoals Pippi zelf zegt: "Hij werd door een golf overboord gespoeld en werd koning"). 
Pippi is een vrolijk, sterk en energiek meisje, altijd enthousiast om spelletjes te spelen en kattenkwaad uit te halen. Ze raakt bevriend met de broer en zus Tommy en Annika, die graag meedoen aan Pippi’s avonturen. Maar Pippi’s leven is niet zonder problemen: strenge en keurige dames onder leiding van juffrouw Rosenblom willen haar naar een weeshuis sturen, en schurken zijn op zoek naar haar koffer waarvan ze denken dat die vol met goud zit.
Omdat de dames er niet in slagen om Pippi naar het weeshuis te sturen, verkopen ze haar aan een circusdirecteur als een talentvolle gymnast en clown. Het meisje wordt echter gered door haar vader Efraim, die is teruggekeerd van zijn reis. Hij ontmaskert de circusdirecteur als een bekende oplichter en neemt Pippi mee op een lange reis. Maar wanneer Pippi ziet hoe verdrietig Tommy en Annika zijn omdat ze haar moeten missen, besluit ze om te blijven en springt ze van het schip dat al uit de haven is vertrokken.

## Rolverdeling
| Acteur                     | Personage                        |
| -------------------------- | -------------------------------- |
| Svetlana Stupak            | Pippi Langkous                   |
| Fjodor Stoekov             | Tommy Settergren                 |
| Svetlana Sjtsjelova        | Annika Settergren                |
| Michail Bojarski           | Kapitein Efraïm Langkous         |
| Tatjana Vasiljeva          | mevrouw Rosenblum                |
| Ljoedmila Sjagalova        | mevrouw Settergren               |
| Jelizaveta Nikisjtsjichina | mevrouw Laura                    |
| Lev Doerov                 | circusdirecteur/Meneer Stefensen |
| Leonid Jarmolnik           | de boef Blon                     |
| Leonid Kanevski            | de boef Karl                     |